# Walter Bartram

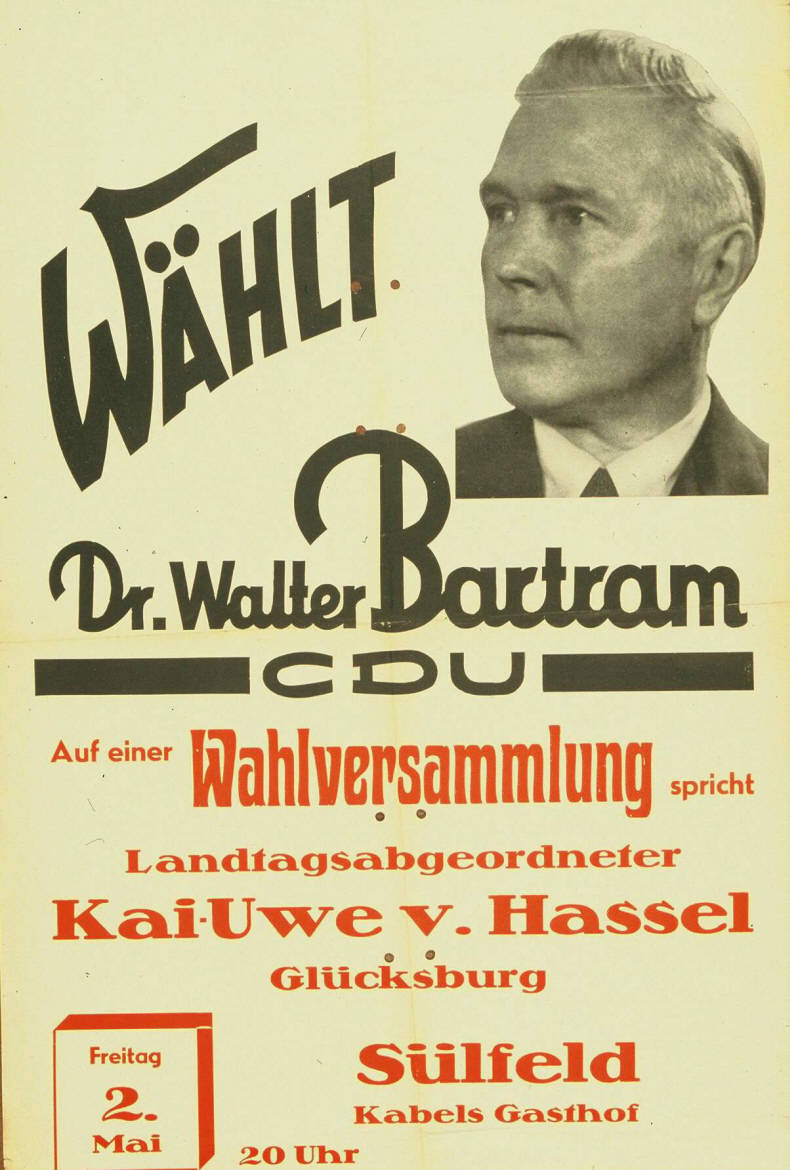
Walter Bartram auf einem Wahlplakat 1952

Walter Andreas Ernst Gustav Bartram (* 21. April 1893 in Neumünster; † 29. September 1971 in Latendorf) war ein deutscher Politiker (DVP, CDU). Bartram war von 1950 bis 1951 Ministerpräsident des Landes Schleswig-Holstein.

## Biografie
Als Sohn eines Tuchhändlers geboren, absolvierte Bartram nach dem Abitur 1912 ein Studium der Volkswirtschaftslehre und der Rechtswissenschaft in Freiburg im Breisgau, wo er sich dem Corps Suevia Freiburg anschloss, sowie in Kiel und Würzburg. Sein Studium wurde durch die Teilnahme am Ersten Weltkrieg unterbrochen. Er trat 1919 als Prokurist mit volkswirtschaftlicher Promotion bei der Lübecker Ölmühle ein, wechselte aber schon 1920 als Leiter der Bremer Ölfabrik nach Hamburg. Von 1925 bis 1926 war er Direktor der Bremen-Bresigheimer Ölfabriken in Bremen und schließlich von 1926 bis 1933 Direktor des Verbandes der Ölfabriken in Mannheim. Von 1936 bis 1946 war er danach Direktor der F. Thörl’s Vereinigte Ölfabriken in Hamburg-Harburg. Ab 1947 war er Inhaber der Kraftfutterfabrik Aspe in Timmaspe bei Nortorf.
In der Zeit der Weimarer Republik war er von 1920 bis 1933 Mitglied der DVP. Zum 1. April 1936 trat er in die NSDAP ein (Mitgliedsnummer 3.749.168). Danker und Lehmann-Himmel charakterisieren ihn in ihrer Studie über das Verhalten und die Einstellungen der Schleswig-Holsteinischen Landtagsabgeordneten und Regierungsmitglieder der Nachkriegszeit in der NS-Zeit als „systemtragend/karrieristisch“.
Nach dem Zweiten Weltkrieg schloss er sich 1946 der CDU an. Er war Kreisvorsitzender der CDU in Neumünster. Am 4. Mai 1952 wurde er für den verstorbenen Abgeordneten Carl Schröter (CDU) in den Deutschen Bundestag nachgewählt. Er war dann bis 1957 Mitglied des Deutschen Bundestages und vertrat den Wahlkreis Segeberg – Neumünster.
Bartram nahm als Mitglied der Polo-Nationalmannschaft 1936 an den Olympischen Spielen in Berlin teil.

## Landtagswahl in Schleswig-Holstein 1950 und Folgen
Die Landtagswahl in Schleswig-Holstein 1950 endete mit einer schweren Niederlage der SPD Schleswig-Holsteins, die bisher dank des Wahlrechts über eine absolute Mehrheit im Landtag verfügt hatte. Allerdings erhielt der oppositionelle Wahlblock aus CDU, FDP und DP ebenfalls keine Mehrheit. Wahlsieger war der BHE, der erstmals antrat.
Dennoch versuchte der Wahlblock, seinen Kandidaten Paul Pagel (CDU) über ein konstruktives Misstrauensvotum zum Ministerpräsidenten zu wählen. Dieser Versuch scheiterte, als der BHE mehrheitlich gegen Pagel stimmte und so das Kabinett Diekmann (SPD) zunächst im Amt blieb. Der Verzicht Pagels auf das Ministerpräsidentenamt bildete die Basis einer Koalitionsvereinbarung zwischen Wahlblock und BHE. In dieser Koalitionsvereinbarung war ein Vorschlagsrecht der CDU für diese Position vereinbart worden. Jedoch waren die führenden Politiker der Union für den BHE nicht wählbar. Die CDU entschied daher am 25. August 1950, Walter Bartram, der landespolitisch nie in Erscheinung getreten war, zu benennen. Der BHE stimmte dieser Wahl zu.
Am 5. September 1950 wurde Walter Bartram daher als Ministerpräsident in einer Koalition mit BHE, FDP und DP zum Ministerpräsidenten des Landes Schleswig-Holstein gewählt.
Hauptthemen des Wahlkampfs waren neben der Wirtschaftslage die Fragen der Bodenreform und der Schulpolitik gewesen. Die SPD hatten 1949 für einen Eklat gesorgt, als sie ihre strittigen Forderungen nach einer Bodenreform und einer sechsjährigen Grundschule in der Verfassung des Landes Schleswig-Holstein verankerten. Weil die Verfassung mit einfacher Mehrheit beschlossen wurde, aber nur mit 2/3-Mehrheit geändert werden konnte, glaubten die Sozialdemokraten, ihre Positionen gegen andere politische Mehrheiten absichern zu können. Mit der 2/3-Mehrheit der Koalition wurden die Verfassungsänderung am 15. November 1950 wieder aufgehoben.
Im Wahlkampf vor der Landtagswahl am 9. Juli 1950 war die Entnazifizierung ein weiteres wichtiges Thema gewesen, deren Beendigung vor allem der BHE (mit 23,4 % Überraschungssieger der Wahl) vehement gefordert hatte. In dieser Frage bestand jedoch eine breite Übereinstimmung der Parteien. Am 14. März 1951 wurde das Gesetz zur Beendigung der Entnazifizierung mit einer breiten Mehrheit aus allen Parteien angenommen. Betroffen waren nur die Minderbelasteten und Mitläufer. Die Stufen I (Hauptschuldige (Kriegsverbrecher)) und II (Belastete (Aktivisten, Militaristen, Nutznießer)) wurden nicht entlastet.
Alle Mitglieder von Bartrams Kabinett, bis auf Innenminister Paul Pagel (CDU), hatten im Dritten Reich NS-Organisationen angehört. Paul Pagel hatte dies veranlasst, den Begriff der „Renazifizierung“ zu prägen.
In der CDU bestand ein Machtkampf zwischen Carl Schröter und Walter Bartram. Nach nicht einmal einem Jahr entzog die CDU ihrem Ministerpräsidenten das Vertrauen. So musste Bartram schon am 25. Juni 1951 wieder vom Amt des Ministerpräsidenten zurücktreten. Vorangegangen war die Kritik des BHE, die sich an der Finanzlage des Landes festmachte. Im Etat für 1951 waren Ausgaben von 572 Millionen DM und Einnahmen von 368 Millionen DM vorgesehen. Der Versuch Bertrams, Bundeshilfen zu bewirken, scheiterte. Der BHE weigerte sich unter diesen Umständen, dem Haushalt zuzustimmen.
Nach dem Rücktritt Bartrams wurde Friedrich-Wilhelm Lübke (CDU) im dritten Wahlgang gegen die Stimmen des BHE zum Ministerpräsidenten gewählt, konnte die Koalition jedoch in der Folge reaktivieren.